# 1985年7月逝世人物列表
1985年逝世人物列表：1月 - 2月 - 3月 - 4月 - 5月 - 6月 - 7月 - 8月 - 9月 - 10月 - 11月 - 12月
1985年7月逝世人物列表，是用于汇总1985年7月期间逝世人物的列表。

## 依日期排序

### 1日
- 保利·默里，美國民權活動家、律師、作家和牧師
- 朗尼·希利爾，美國爵士小號手
- 弗朗茨·彭塞爾，德國政治家
- 哈拉爾德·佩格，奧地利圖形藝術家和史前岩畫研究者
- 格蕾特·施梅德斯，德國平面藝術家和插畫家

### 2日
- 約瑟夫·米爾伯格，德國作家和記者
- 大衛·普利，英國一級方程式賽車手
- 沃爾特·賴查特（Walter Reichardt），德國工程師
- 威廉·萊因金，德國舞台設計師、戲劇導演和作家
- 維爾納·施羅德（Werner Schröder），德國動物學家，柏林水族館館長

### 3日
- 張榮冕，79岁，香港教育家。
- 許不了，34岁，台湾喜剧演员。
- 埃裡克·奧葛籣，瑞典拳擊手
- 伊娃·科羅尼，義大利大學講師，倫敦金融城理工學院經濟學教授
- 弗里德里希·蓋塞爾佈雷希特，德國政治家（NSDAP），聯邦議院議員
- 斐迪南德·哈伯爾，德國天主教神學家、作曲家、音樂學家、管風琴家和合唱團指揮
- 霍恩斯比-史密斯男爵夫人派特裡夏·霍恩斯比-史密斯，英國政治家，下議院議員
- 馬克斯·科爾哈斯，德國聯邦檢察官
- 弗里德里希·魯格，德國海軍軍官、海軍中將、海軍督察和軍事作家
- 弗兰克·维尔克，加拿大冰球經理和教練
- 庫尼·韋蘭德，加拿大冰球運動員
- 約瑟夫·沃爾姆斯，德國政治家（基民盟），聯邦議院議員

### 4日
- 林朝棨，75岁，台湾地质学家。
- 塞西爾·庫克，英國醫生，北領地原住民的保護者
- 亨利·艾爾博，奧地利血統的美國政治家
- 約瑟夫·莫納漢，美國政治家
- 揚·德·奎伊，荷蘭政治家（CIP）
- 埃米爾·施特勞斯，德國教育家、外交家和政治家（CVP），聯邦議院議員
- 洛特·施特勞斯，德裔美國病理學家
- 赫伯特·蘇爾茨巴赫，德國作家
- 威廉·阿道夫·維瑟爾·特·胡夫特，荷蘭改革宗神學家，普世人格
- 克裡斯·伍茲，美國爵士薩克斯管演奏家

### 5日
- 拉斐爾·阿亞拉·阿亞拉，墨西哥神職人員，特瓦坎主教
- 約翰·加斯納，奧地利政治家（ÖVP），國民議會議員，聯邦參議院議員
- 弗里茨·施瓦茨，德國新教神職人員
- 保利諾·烏茲庫頓，西班牙重量級拳擊手
- 瑪麗安·沃爾德曼，加拿大裔美國女演員和編劇

### 6日
- 呂迪格·羅伯特·比爾，德國記者
- 魯道夫·邁耶，德國牧師、人智學家和作家
- 克勞斯·弗賴赫爾·馮·穆倫，德國政治家（FDP/DVP），聯邦議院議員
- 薩維尼亞諾·佩雷斯，烏拉圭政治家
- 戈特弗里德·菲弗，德國地理學家和大學講師

### 7日
- 約阿希姆·博達默爾，德國神經學家
- 查理斯·克拉森，美國政治家
- 圭多·基施，美國律師和法律歷史學家
- 約翰·斯卡恩，美國賭博專家和紙牌藝術家
- 弗里德里希·沃尔夫，德國工程師和實業家

### 8日
- 菲爾·福斯特，美國演員
- 維姆·阿迪克斯，荷蘭足球運動員
- 西蒙·库兹涅茨，美國經濟學家、諾貝爾獎獲得者
- 讓-保羅·勒·沙努瓦（Jean-Paul Le Chanois），法國編劇和電影導演
- 所羅門·伊薩科維奇·佩卡爾，烏克蘭物理學家和大學講師
- 迪亞拉·特拉奧雷，幾內亞總理
- 威利·沃爾夫，德國畫家、雕塑家和平面藝術家

### 9日
- 夏洛特，89岁，卢森堡大公。[1]
- 拉斐爾·坎波斯，美國演員
- 米洛·西普拉，南斯拉夫作曲家和學者
- 皮埃爾-保羅·格拉斯，法國動物學家和昆蟲學家
- 弗裡德曼·凱斯勒，德國地方政治家（CDU），錫根市市長
- 吉米·金農，美國匿名麻醉品組織創始人
- 瑪格麗特·莫爾斯沃思，澳大利亞網球運動員
- 路易士·恩里克·羅莎，巴西歌手和吉他手

### 10日
- 威廉·吉爾努斯，德國文學家、編輯和共產主義者
- 希爾加德·穆勒，南非政治家和外交部長
- 休伯特·奧弗曼斯，德國拳擊手
- 亞瑟·奧尼茨（Arthur J.Ornitz），美國電影攝影師
- 費爾南多·佩雷拉，葡萄牙裔荷蘭攝影師和綠色和平組織活動家
- 薩賓·雷斯，德國舞蹈家、芭蕾舞大師、舞蹈教師和編舞家
- 約阿希姆·弗裡德里希·裡特，德國律師和外交官
- 卡爾-海因茨·施文尼克，德國建築師和大學講師
- 澤農·斯特凡紐克，波蘭拳擊手
- 奧斯卡·泰勒，奧地利歌舞表演藝術家和作家

### 11日
- 赫伯特·阿姆裡，奧地利外交官
- 約翰·布利柯，美國自行車手
- 喬治·杜維維爾，美國爵士音樂家
- 於爾根·馮·霍蘭德，德國作家和記者
- 埃米尔·劳里岑，德國黨衛軍 Hauptscharführer 在 Majdanek 集中營
- 赫伯特·路易士，德國地理學家
- 蒂莫特烏斯·波科拉，捷克漢學家
- 喬治·維里斯特，法國足球運動員和官員

### 12日
- 亞歷山德魯·比迪雷爾，羅馬尼亞小提琴演奏家
- 维尔纳·马克斯，德國政治家（基民盟），聯邦議院議員
- 赫爾曼·奧勒，烏拉圭政治家
- 克萊門斯·帕施，德國雕塑家和畫家
- 赫伯特·萊瑟（Herbert Ryser），美國數學家

### 13日
- 查理斯·布利斯，奧地利-澳大利亞幸福符號的發明者
- 克勞迪奧·卡西內利，義大利演員
- 馬蒂亞斯·霍根，德國政治家（中，基民盟），聯邦議院議員
- Oldřich Mikulášek，捷克詩人

### 14日
- 路易士·索萊，西班牙地理學家和學者
- 恩斯特·馮·東布羅夫斯基，奧地利作家、木版畫家和插畫家
- 古斯塔夫·勒內·霍克，德國記者、作家和文化歷史學家
- 克裡斯托夫·塞茨，德國政治家（SED）和羅斯托克和什未林市長
- 安妮·瑪麗·斯托爾-羅默斯基興，德國畫家和雕塑家
- 亨克·范·蒂爾堡，荷蘭足球守門員

### 15日
- 拉瑪·德維，印度民族主義領袖
- 彼得·戴恩，美國演員
- 迭戈·賈科梅蒂，瑞士藝術家和雕塑家
- 讓-路易·馬納特，法國賽車手
- 布萊恩·彼得森，美國政治家
- 海因里希-喬治·拉斯科普，德國成人教育家、大學講師和媒體政治家（CDU），聯邦議院議員
- 赫爾曼·理查茲，德國天主教神父

### 16日
- 海因里希·伯尔，67岁，德国作家、翻译家。
- 庫爾特·馮·弗里茨，德國古典語言學家
- 約翰內斯·瑪麗亞·倫茨，奧地利人，天主教神父，宗教徒，受納粹政權迫害，集中營囚犯，作家
- 乔治·威尔逊，美國政治家

### 17日
- 瑪戈，墨西哥裔美國女演員
- 萊斯利·阿倫斯（Leslie C.Arends），美國政治家
- 蘇珊娜·蘭格（Susanne K.Langer），美國哲學家
- 弗里茨·利塞蒂，奧地利魔術師和魔術師
- 卡爾-海因茨·舍費爾，德國兒科醫生和大學講師
- 魯道夫·舍費爾，德國歷史學家、記者和當地歷史學家
- 永利斯圖爾特，美國鄉村音樂家

### 18日
- 阿方斯·博克，德國外交官和大使
- 路易莎·吉斯，比利時輕歌劇歌手和演員
- 卡爾·肖特，奧地利足球運動員

### 19日
- 路易莎·吉斯，比利時舞臺女演員，約翰內斯·海斯特斯的妻子
- 馬修·安登，德國戲劇、電視和電影演員
- 約瑟夫·傑克爾，德國金屬雕塑家和大學講師
- 埃文·蒙塔古，英國法官、作家和情報官員
- 雅努什·扎伊德爾（Janusz A.Zajdel），波蘭作家
- 阿卡迪·津曼，蘇聯戲劇和電影演員[2]

### 20日
- 裡奧·亞歷山大，奧地利裔美國精神分析學家
- 布魯諾·德·菲內蒂，義大利數學家
- 彼得·維爾海姆·格洛布，丹麥史前學家、博物館館長和帝國古物學家
- 埃貢·瓊森（Egon Jönsson），瑞典足球運動員
- 弗里茨·沃滕韋勒，瑞士作家

### 21日
- 阿爾瓦·貝西，美國演員、翻譯家、作家和編劇
- 阿裡斯蒂德·馮·格羅斯，美國化學家
- 埃裡希·科斯基克，德國皮划艇運動員
- 查理斯·庫恩，美國藝術史學家、策展人和博物館館長
- 庫爾特·萊布蘭德，德國土木工程師和交通規劃師
- 烏拉-布裡特·索德倫德，瑞典服裝設計師，奧斯卡金像獎得主
- 鲁道夫·维塞尔，德國政治家（SPD），聯邦議院議員

### 22日
- 劉多荃，89岁，原热河省政府主席。
- 塞巴斯蒂亞諾·弗拉吉，義大利大主教
- 愛德華·哈欽森，美國政治家
- 马蒂·耶尔维宁，芬蘭標槍投擲運動員
- 威廉·菲佛，美國政治家
- 保羅·普萊格，德國企業家和軍事經濟領袖
- 西蒙·希夫林，美國電影製片人
- 歐文·威克，德國將軍

### 23日
- 凱·凱澤，美國樂隊領隊
- 曼弗雷德·班貝克，德國浪漫研究
- 喬瓦尼·法拉尼（Giovanni Fallani），義大利神職人員和教廷大主教
- 米奇·肖內西，愛爾蘭投票的美國演員

### 24日
- 尧茂书，35岁，中国探险家。
- 格蘭特·威廉姆斯，美國演員
- 何塞·博達洛，西班牙演員
- 小埃德溫·霍勒斯·布萊恩，美國博物學家和策展人
- 凱·凱瑟（Kay Kyser），美國搖擺大樂隊領隊、歌手和藝人
- 維爾納·厄爾曼（Werner Oehlmann），德國音樂評論家、音樂教育家和作家
- 格哈德·辛克爾，德國政治家（SED）
- 唐納德·賴特，美國政治家

### 25日
- 卡洛斯·加爾哈多，巴西歌手
- 皮亞諾·瑞德，美國藍調音樂家
- 洛塔爾·羅德，德國科學家和實業家
- 恩斯特·塔佩（Ernst Thape），德國政治家（社民黨/瑞典社會黨）
- 格蘭特·威廉姆斯，美國演員和歌手
- 阿道夫·齐格勒，德國演員

### 26日
- 王万得，82岁，台灣共產黨原书记。
- 格蕾絲·阿爾比，美國版畫家和木雕師。
- 根裡希·伊裡奇·利廷斯基，俄蘇作曲家和學者
- 沃爾特·里希特，德國演員
- 保羅·舒茨，新教神學家和公關人員

### 27日
- 約翰·斯卡恩，美國魔術師和卡片專家
- 蜜雪兒·奧迪亞德，法國編劇和導演
- 赫爾加·莫蘭德，德國女演員
- 約翰·佩特瑙爾，奧地利政治家（SPÖ），州議會議員

### 28日
- 林维先，72岁，中国人民解放军中将。
- 周纯全，79岁，中国人民解放军上将。
- 漢斯·卡爾·弗裡德里希，德國演員、廣播劇解說員、導演和戲劇導演
- 漢斯·卡芬格，德國報紙出版商
- 漢斯·庫格勒，德國植物學家
- Rose Oehmichen（羅斯·厄米興），德國女演員，Augsburger Puppenkiste的聯合創始人
- 卡爾·維貝爾，德國律師，市長

### 29日
- Petar Čule，克羅埃西亞神職人員，莫斯塔爾-杜夫諾主教和特雷比涅-姆爾坎宗座行政長官
- 萊昂-加布里埃爾·格羅斯，法國詩人、文學評論家
- 格特魯德·胡西，教育家，讚美詩作家，Bruderhof社區的聯合創始人

### 30日
- 安德列娜·阿迪佐內·埃梅裡，義大利女權活動家、政治家和律師
- 維爾納·哈格，德國國防軍和德國聯邦國防軍軍官
- 阿爾方斯·卡恩，反對國家社會主義的德國抵抗戰士
- 彼得·納根加斯特，東德的德國平面藝術家和插畫家
- 安德列·奧佈雷希特，法國劊子手
- 裘莉婭·羅賓遜，美國數學家
- 米爾·舒梅克，美國政治家
- 揚·特貝，德國自行車俱樂部的發起人和創始人
- 魯道夫·蒂特爾巴赫，VP的德國員警
- 弗朗茨·約瑟夫·魏斯韋勒，德國經理

### 31日
- 尤金·卡森·布萊克，美國長老會神學家，普世人物
- 迪特裡希·格哈德，德國歷史學家
- 弗裡德里希·漢布羅克，德國基督複臨安息日會牧師
- 傑曼·克魯爾，德國攝影師
- 迪克·萬斯，美國爵士小號手

### 日期不详
- 黄幻吾，78岁，中国画家。
- 奧托·布雷德爾，德國爵士樂和娛樂音樂家
- 奧列格·波盧寧，英國植物學家和教授
- 羅尼·魯克（Ronnie Rooke），英國足球運動員
- 邁克爾·斯波恩，德國作家、插畫家、施瓦本方言詩人
- 庫爾特·馮·沃洛夫斯基，德國演員